# Wilmer Flores
Wilmer Alejandro Flores Garcia (ur. 6 sierpnia 1991) – wenezuelski baseballista, wewnątrzpolowy Arizona Diamondbacks.

## Przebieg kariery
W 2007 podpisał kontrakt jako wolny agent z New York Mets i początkowo grał w klubach farmerskich tego zespołu, między innymi w Las Vegas 51s, reprezentującym poziom Triple-A. W Major League Baseball zadebiutował 6 sierpnia 2013 w meczu przeciwko Colorado Rockies.
2 czerwca 2014 w meczu z Philadelphia Phillies zdobył pierwszego grand slama w MLB i zaliczył 6 RBI. 16 września 2014 w spotkaniu z Miami Marlins po raz drugi w karierze zaliczył mecz z 6 RBI, ponadto zdobył dwa home runy i single'a.
13 kwietnia 2016 w meczu z Miami Marlins po raz pierwszy zagrał na pierwszej bazie. 3 lipca 2016 w spotkaniu z Chicago Cubs rozegranym na Citi Field, został drugim w historii klubu baseballistą (po Edgardo Alfonzo), który zaliczył sześć odbić na sześć podejść. Flores zdobył również dwa home runy, a jego średnia wzrosła z 0,224 do 0,255.
9 lipca 2018 w pierwszym meczu doubleheader przeciwko Philadelphia Phillies zdobył walk-off home runa  jako pinch hitter w drugiej połowie dziesiątej zmiany i pobił klubowy rekord należący do Davida Wrighta zaliczając 10. w swojej karierze walk-off RBI.
W styczniu 2019 został zawodnikiem Arizona Diamondbacks.